# 장지 나들목
장지 나들목(Jangji IC)은 경상남도 함안군 군북면 유현리, 장지리에 걸쳐 있는 남해고속도로의 28번 교차로(나들목)이다. 지방도 제1029호선을 통해 군북면과 법수면으로 진출할 수 있다. 고속도로 나들목 이름의 유래는 나들목 소재지인 군북면 장지리이다.
본선 이설 전에는 순천방향 진출로와 부산방향 진입로만 있었으나, 고속도로 본선 이설로 양방향으로 진출입이 모두 가능해졌다. 이설 후 기존 남해고속도로 본선 구간은 장지 나들목의 진출입로로 재활용되어 현재까지 사용되고 있다. 2010년 7월 22일에 사천 나들목 - 산인 분기점 구간 확장 공사와 함께 함안휴게소가 신설되면서 나들목 진출입로가 휴게소 진입로와 같이 사용되면서 나들목 형태가 변형되었다.

## 연혁
- 1973년 11월 14일 : 남해고속도로 순천 ~ 부산 구간 개통과 함께 통행 개시[1]
- 1999년 3월 5일 : 2001년 12월까지 나들목 요금소 설치를 위해 경상남도 함안군 군북면 장지리 ~ 유현리 1.62km 구간 도로구역 변경[2]
- 2006년 12월 4일 : 나들목 개량을 위해 함안군 도시계획시설 교통광장에 함안군 군북면 유현리 일원을 장지 나들목으로 고시[3]

## 구조물 정보
1973년 11월 14일 남해고속도로가 왕복 2차로로 개통 당시에는 지방도 제1029호선과 직접 접속하는 평면 교차로로 건설되었으며, 1989년 9월 진주 ~ 내서 구간이 왕복 4차로로 확장되면서 부산 방향 진입과 순천 방향 진출만 가능한 입체 교차로로 변경되었다. 2001년 12월에 장지 ~ 곤양 구간이 선형 개량되면서 기존 위치의 입체 교차로는 폐쇄하고 지금의 위치로 이설되면서 트럼펫 형태의 입체 교차로가 되었으며, 요금소가 새로 설치되었다. 2010년 7월 22일 사천 나들목 - 산인 분기점 구간 확장 공사 및 함안휴게소가 신설되면서 순천 방향 진입로와 부산 방향 진출로가 이설되었으며, 이설된 진출입로는 함안휴게소 진출입로와 같이 사용되고 있다.
- 위치: 경상남도 함안군 군북면 유현리, 장지리
- 영업소: 경상남도 함안군 군북면 장백로 308

## 접속하는 도로
- 지방도 제1029호선 (장백로)

## 교통량 정보
| 요금소        | 통행량 (대/일) | 통행량 (대/일) | 통행량 (대/일) | 통행량 (대/일) | 통행량 (대/일) | 통행량 (대/일) | 통행량 (대/일) | 통행량 (대/일) | 통행량 (대/일) | 통행량 (대/일) | 각주  |
| 요금소        | 2001년         | 2002년         | 2003년         | 2004년         | 2005년         | 2006년         | 2007년         | 2008년         | 2009년         | 2010년         | 각주  |
| ------------- | -------------- | -------------- | -------------- | -------------- | -------------- | -------------- | -------------- | -------------- | -------------- | -------------- | ----- |
| 장지 (폐쇄식) | 1,327          | 1,784          | 1,786          | 1,540          | 1,651          | 1,737          | 1,830          | 2,001          | 2,068          | 2,098          | [ 4 ] |
| 요금소        | 2011년         | 2012년         | 2013년         | 2014년         | 2015년         | 2016년         | 2017년         | 2018년         | 2019년         |                | [ 4 ] |
| 장지 (폐쇄식) | 2,097          | 2,394          | 2,419          | 2,497          | 2,647          | 2,770          | 2,640          | 2,533          | 2,611          |                | [ 4 ] |

## 같이 보기
- 옥천 나들목
- 군북 나들목